# 哥倫布藍衣
哥倫布藍衣隊（英語：Columbus Blue Jackets）是位於美國俄亥俄州哥伦布的國家冰球聯盟隊伍，隸屬於 東部聯盟大都會分區。
2000年，哥倫布藍衣隊成立；在2009年，首次打進季後賽；在2019年，對坦帕灣閃電中勝出首季後賽系列，成為在季後賽首輪大勝獲授總統獎座隊伍4-0的首隊。

## 外部連結
- 官方网站